# Mołnia (dron)
Mołnia (ros. Молния lub Привет-82) – rodzina rosyjskich dronów uderzeniowych opracowanych na podstawie doświadczeń uzyskanych podczas agresji na Ukrainę. Charakteryzują się prostą konstrukcją oraz niskimi kosztami wytwarzania.

## Historia
Doświadczenia wynikające z walk podczas agresji Rosji na Ukrainę wykazały duże znaczenie dronów jako podstawowego czynnika rażącego pierwszą linię obrony wroga oraz infrastrukturę na bliskim zapleczu. Rosyjski przemysł opracował nową konstrukcję spełniającą te zadania. Powstały dron charakteryzuje się uproszczoną konstrukcją płatowca i niskimi kosztami wytwarzania. Jednocześnie jego właściwości lotno-techniczne pozwalają na przenoszenie znacznego ładunku bojowego. Pierwsze doniesienia o użyciu bojowym drona przez oddziały armii rosyjskiej miały miejsce w połowie maja 2024 r. Pierwsze znane przekazy mówią o wykorzystaniu go przez piechotę morską Floty Pacyfiku. W sierpniu pokazano w mediach użycie drona przez operatorów z 110. Gwardyjskiej Brygady Strzelców.
Strona ukraińska podaje, że drony są głównie używane do atakowania celów cywilnych oraz służą jako wabik mający przesaturować ukraińską obronę przeciwlotniczą. Główną metodą ich zwalczania jest przeciwdziałanie elektroniczne polegające na zakłócaniu łączności. Strona rosyjska przeciwdziała tym praktykom poprzez zmianę częstotliwości kanałów odpowiadających za sterowanie i transmisję wideo.
W trakcie eksploatacji, na podstawie zebranych doświadczeń, opracowano nową odmianę drona, która otrzymała oznaczenie Mołnia-2. Od pierwowzoru różni się zastosowaniem dwóch silników, co przekłada się na zwiększenie masy głowicy bojowej oraz zasięgu drona do 58 km.

## Dane techniczne (Mołnia-1)
Dron jest zbudowany w układzie trakcyjnego samolotu. Dostarczany jest jednostkom w postaci gotowych prefabrykatów, montaż końcowy odbywa się w jednostce wojskowej. Kadłub jest wykonany z dwóch rur usztywnionych poprzecznymi elementami wykonanymi ze sklejki. Skrzydło wykonane jest ze sklejki, w centropłacie mieści się elektronika sterująca oraz dwie baterie o pojemności 7500 mAh każda. Rozpiętość skrzydła wynosi ok. 1,2–1,3 m. W przedniej części kadłuba zamontowana jest kamera, silnik elektryczny z dwułopatowym śmigłem ciągnącym oraz głowica bojowa. Masa całkowita drona jest szacowana na 7–8 kg, z czego głowica bojowa stanowi 3–5 kg. Obsługa jest zapewniana przez trzy osoby: dowódcę zarządzającego pracą zespołu i utrzymującego łączność z jednostkami stacjonującymi w pobliżu, operatora odpowiadającego za kontrolowanie UAV oraz sapera odpowiedzialnego za przygotowanie głowicy bojowej. Obsługa potrzebuje ok. 10 minut na przygotowanie drona do lotu. W głowicy najczęściej stosowane są ładunki KZ-6 lub głowice z granatnika RPG-7.